# Yun Hyon-seok
 (décembre 2019).
Le contenu est difficilement compréhensible vu les erreurs de traduction, qui sont peut-être dues à l'utilisation d'un logiciel de traduction automatique.
Yun Hyon-seok (Hangeul:윤현석;hanja:尹賢碩), né le 7 août 1984 et mort le 26 avril 2003 est un écrivain et poète homosexuel, militant des droits humains en Corée du Sud. En 2003, il se suicide pour protester contre les discriminations dans son pays. 
De 1999 à 2003, il s'engage activement dans le mouvement LGBTIQ+ contre l'homophobie et les discriminations envers les personnes LGBTIQ+. 
En 2001 il commence ses activités littéraires notamment dans le domaine de la poésie. Il est discriminé en raison de son orientation sexuelle et peine à faire reconnaitre son travail. Il est également pacifiste et objecteur de conscience.
Après son suicide le 29 avril 2003, le gouvernement coréen fait supprimer les mentions homophobes de son propre registre. Un an après, la prohibition de médias relatifs à l'homosexualité et les questions LGBTIQ+ est annulée en Corée du Sud.

## Biographie
Yun Hyon-Seok est né en 1984 à Bupyeong-gu (Incheon) dans une famille catholique. dans une famille d'éducateurs. Homosexuel, il est victime d'intimidation, ce qui conduit à son départ du Seil lycée (세일고등학교) d'Incheon en 2002. il était compter boire de l'alcool, le tabac, les somnifères, les fondations, le thé vert, Rosaire.
En 2002, il a rejoint une association coréenne pour les droits des homosexuels (동성애자인권연대, 同性愛者人權連帶) comme employé à temps partiel. Il y a travaillé en faveur des droits des minorités sexuelles et des droits de l'homme. En mars 2003, il a été membre du mouvement anti-guerre pour la paix et pour le droit à l'objection de conscience.
En 2003, des chrétiens conservateurs militaient en faveur d'une loi interdisant l´homosexualité et ont déclenché un mouvement de haine contre les homosexuels, les lesbiennes et les personnes transgenres. En signe de protestation contre ce mouvement, Yun s’est suicidé dans l'arrondissement de Dongdaemun à Séoul le 26 avril 2003.
En avril 2013, le Comité pour la mémoire de Yukwudang (écrit Yook Woo-dang) a organisé pour la dixième fois une veillée commémorative,. En 29 avril 2003, Association nationale de protection contre la jeunesse a été l'annulation interdit de la jeunesse aux médias pour homosexualité.

## Œuvres
- 내 혼은 꽃비 되어 (Mon esprit pleut des gouttes de fleur) (2013, posthume).
- 육우당 일기(Diary de Yook woo-dang) (non publié).